# Siehe, es hat überwunden der Löwe
Siehe, es hat überwunden der Löwe (BWV 219) est une cantate de Georg Philipp Telemann précédemment attribuée à Johann Sebastian Bach et a ainsi reçu une numéro de catalogue BWV. Elle est portée désormais au catalogue TWV sous le numéro TWV 1:1328. 
Elle a été composée à Eisenach en 1723 pour la messe de Saint Michel. Elle fut jouée de nouveau à Hambourg quelques années plus tard. Le texte est de Erdmann Neumeister.

## Structure et instrumentation
La cantate est écrite pour deux trompettes, deux violons, alto et basse continue, trois solistes vocaux (soprano, ténor, basse) et en chœur en quatre parties.
Il y a six mouvements :
1. chœur : Siehe! Es hat überwunden der Löwe
2. aria (basse) : Gott sturzt den Hochmut des wutenden Drachen
3. récitatif (soprano) : Mensch, willt du nicht dein Heil verscherzen
4. aria (alto) : Wenn in meinen Letzen Zugen Sund und' Satan mich bekriegen
5. chœur : Lass deine Kirch' und unser land
6. chœur : Zuletzt lass sie an unserm End' den Satan von uns jagen